# Kriegerdenkmal Ihleburg
Das Kriegerdenkmal Ihleburg ist ein denkmalgeschütztes Kriegerdenkmal in der Ortschaft Ihleburg der Stadt Burg in Sachsen-Anhalt. Im örtlichen Denkmalverzeichnis ist das Kriegerdenkmal unter der Erfassungsnummer 094 71379 als Baudenkmal verzeichnet.

## Lage
Das Kriegerdenkmal von Ihleburg befindet sich am Sportplatz in Ihleburg.

## Gestaltung
Es handelt sich um eine abgestufte Stele aus Sandstein, diese wird von einem Eisernen Kreuz gekrönt. In der Stele ist eine Gedenktafel an die Gefallenen des Ersten Weltkrieges eingelassen.

## Inschriften

### Vorderseite
1914-1918 Zum Gedächtnis der im Weltkrieg Gefallenen

### Rückseite
Den Gefallenen zum Gedächtnis. Den Lebenden zur Anerkennung. Den künftigen Geschlechtern zur Nacheiferung.

## Quelle
- Gefallenendenkmal Ihleburg Online, abgerufen am 19. Juni 2017.